# Гідрогеохімічний прогноз
Гідрогеохімічний прогноз (рос. гидрогеохимический прогноз, англ. hydrogeochemical forecast, нім. hydrogeo-chemische Prognose f) — обґрунтовані припущення про раціональний вибір ділянок для постановки детальних пошукових робіт. Базуються на гідрогеохімічних даних, нанесених на карту. 